# Omar Sharif
Omar Sharif (în scriere arabă: عمر الشريف‎), născut Michel Demitri Shalhoub, (n. 10 aprilie 1932, Alexandria, Egipt – d. 10 iulie 2015, Cairo) a fost un actor de film egiptean.

## Tinerețea

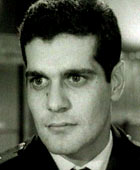
Omar Sharif în 1961

Michel Demitri Shalhoub a fost copilul lui Joseph Shalhoub, negustor de lemn prețios, și al lui Claire Saada, imigranți libanezi din Zahle. A crescut în spiritul Bisericii Greco-Catolice Melkite și s-a convertit la Islam în 1955 pentru a se putea căsători cu actrița Faten Hamama. A urmat cursurile Colegiului Englez Victoria din Alexandria, unde a studiat matematica, fizica, franceza și alte cinci limbi pe care le-a vorbit în mod fluent: araba, engleza, greaca, italiana și turca. După ce a obținut diploma în matematică și fizică a lucrat timp de cinci ani de zile în intreprinderea de lemn prețios a tatălui său, înainte de a studia arta actoriei la Royal Academy of Dramatic Art din Londra.

## Debutul în cinematografie
Reîntors în Egipt, a debutat în filmul egiptean Cerul infernului (1953), în regia lui Youssef Chahine, sub numele de Omar El Sharif. Pelicula a fost remarcată în mai 1964, în cadrul Festivalului de la Cannes. Primul rol în limba engleză interpretat de Sharif a fost în producția pentru televiziune Lawrence al Arabiei (1962). Ulterior, actorul s-a stabilit la Hollywood, unde a mai jucat în Doctor Jivago (1965), Funny Girl (1968, film în care interpretează două cântece) ș.a. A participat ca actor în peste o sută de producții.
Omar El-Sharif a devenit o mare stea de cinema, fiind vedeta a 26 de filme egiptene. S-a căsătorit cu actrița Faten Hamama, pentru care a trecut la islam. Din această căsătorie a rezultat fiul Tarek, care și-a câștigat și el popularitatea ca actor, în lumea arabă. Omar Sharif a divorțat de ea în 1968 și nu s-a mai recăsătorit.

## Activitatea de actor în occident
În 1962, la 30 de ani, a jucat rolul prințului deșertului Ali Ibn Kharish în primul său film occidental Lawrence al Arabiei, regizat de David Lean și cu Peter O'Toole în rolul titular. Creditat sub numele de Omar Sharif, acest rol îi va aduce o celebritate mondială imediată, precum și un glob de aur pentru cel mai bun actor într-un rol secundar (în 1963), o nominalizare pentru premiul Oscar pentru cel mai bun actor într-un rol secundar (1963). A fost un debut fulminant într-o carieră internațională și o recunoaștere în cinematografia mondială.
Se mută împreună cu fiul său la Hollywood, unde a semnat un contract pe 7 ani cu studiourile Columbia Pictures și se desparte de soție, de comun acord, având ca motiv incompatibilitatea vieții de cuplu cu viața de actor internațional, asta în ciuda sentimentelor care încă îi mai leagă.
În 1965 are un succes mondial în filmul Doctor Jivago, regizat de David Lean, pentru care obține un al doilea Glob de aur pentru rolul doctorului și poetului rus Yuri Jivago.
Omar Sharif a jucat în mai mult de 60 de filme americane și franceze cu Anthony Quinn, Catherine Deneuve, Jean-Paul Belmondo, Barbra Streisand, Henri Verneuil și alții. În 1999 joacă în filmul "The 13th Warrior" regizat de John McTiernan. În 2003 joacă rolul unui băcan filozof în filmul Monsieur Ibrahim et les fleurs du Coran, regizat de François Dupeyron, rol pentru care a fost distins cu premiul César pentru cel mai bun actor în 2004. În 2005 îl dublează pe leul Aslan în adaptarea franceză animată a filmului fantastic "Le Monde de Narnia", capitolul 1 –  Le lion, la sorcière blanche et l'armoire magique. În 2006 este povestitorul din versiunea engleză a filmului "O Gengis" realizat de Alan Simon.

## Alte preocupări
Omar Sharif este unul dintre cei mai mari jucători de bridge din lume. A scris o carte de bridge și de asemenea face comentarii despre acest joc pentru mai multe ziare dintre care este de amintit Le Figaro din Franța.
La Olimpiada de Bridge de Deauville, a jucat în echipa Egiptului, înfruntându-se cu echipa campionului mondial Giorgio Belladonna. Câțiva ani mai târziu participă la un turneu internațional organizat de Lancia Team. În fiecare oraș câștigătorul primea o mașină. Omar a câștigat 24 de automobile. A dat și-a dat numele mai multor jocuri video și frecventează asiduu cazinourile franceze.
Omar Sharif este cunoscut și pentru pasiunea sa pentru caii de rasă și pentru cursele hipice. Poate fi văzut adesea pe hipodromurile din Franța. Trăiește de mai mulți ani într-un hotel parizian care îl găzduiește în mod gratuit.
A avut o legătură sentimentală cu protagonista filmului Funny girl, actrița și cântăreața evreică Barbra Streisand și cu actrița franceză Catherine Deneuve A suferit o operație bypass la inimă în 1992 și a mai suferit un infarct ușor în 1994.
Pe 5 august 2003 a fost condamnat la închisoare pentru o lună pentru că a lovit un polițist și a fost nevoit să plătească o sumă considerabilă pentru daunele aduse polițistului .
În noiembrie 2005, i-a fost conferită medalia de onoare UNESCO ca recunoaștere pentru contribuția sa semnificativă în lumea cinematografiei. Aceasta onoare, care poartă numele marelui regizor rus Serghei Eisenstein, a fost dată numai de 25 de ori până acum.
Se spune că ar fi fost pus pe lista neagră a mișcării al-Qaida în noiembrie 2005, pentru că a citit din Sfântul Petru într-un film produs pentru televiziunea italiană. De altfel și în alte ocazii, el a susținut toleranța musulmanilor față de evrei și creștini. De asemenea și-a manifestat sprijinul pentru nepotul său homosexual și evreu, Omar Sharif jr.

## Filmografie

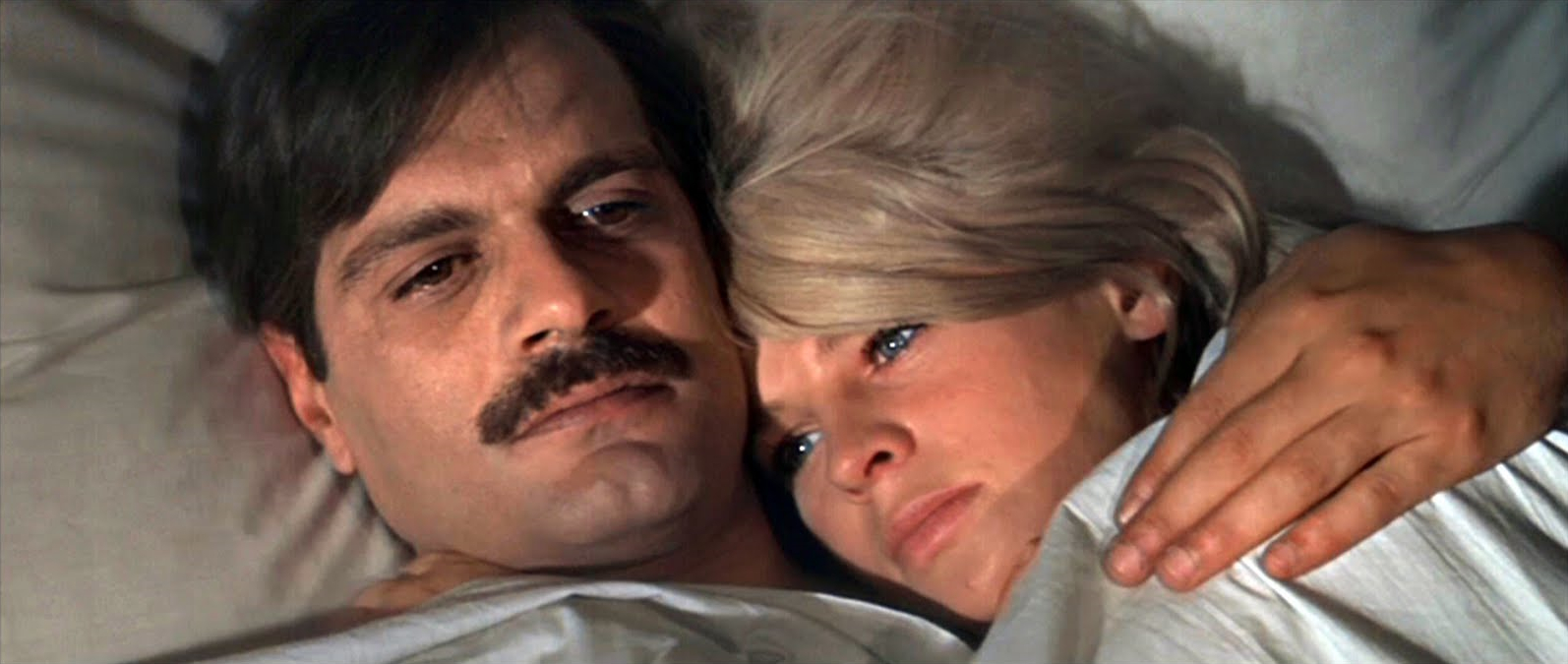
Omar Sharif și Julie Christie în Doctor Zhivago (1965)

| An   | Titlu                                   | Rol                                | Note |
| ---- | --------------------------------------- | ---------------------------------- | --- |
| 1954 | Shaytan al-Sahra                        |                                    | Cunoscut și ca Devil of the Sahara |
| 1954 | Sira` Fi al-Wadi                        | Ahmed                              | Cunoscut și ca The Blazing Sun sau Struggle in the Valley sau Fight in the Valley                                                                                        |
| 1955 | Ayyamna al-Holwa (Our Best Days)        | Ahmed                              | |
| 1956 | Siraa Fil-Mina                          | Ragab                              | |
| 1957 | Ard al-Salam                            | Ahmed                              | Cunoscut și ca Land of Peace |
| 1957 | The Lebanese Mission                    | Mokrir                             | Titlul inițial era La Châtelaine du Liban; menționat ca Omar Cherif |
| 1958 | La anam                                 | Aziz                               | Cunoscut și ca I Do Not Sleep sau No Tomorrow |
| 1958 | Goha                                    | Goha                               | Menționat ca Omar Cherif |
| 1959 | Fadiha fil-zamalek                      |                                    | Scandal in Zamalek |
| 1959 | Sayedat el kasr                         | Adel                               | Lady of the Castle |
| 1959 | Seraa fil Nil                           | Muhassab                           | Struggle on the Nile |
| 1960 | Bidaya wa nihaya                        |                                    | |
| 1960 | Hobi al-wahid                           |                                    | My Only Love |
| 1960 | Esha'a hob                              |                                    | Rumor of Love |
| 1960 | Nahr al-Hob                             | Khalid                             | The River of love |
| 1961 | A Man in our House                      | Ibrahim                            | |
| 1962 | Lawrence of Arabia                      | Sherif Ali                         | Golden Globe Award for Best Supporting Actor – Motion Picture Golden Globe Award for New Star of the Year – Actor Nominalizare – Academy Award for Best Supporting Actor |
| 1964 | Behold a Pale Horse                     | Francisco                          | |
| 1964 | The Fall of the Roman Empire            | Sohamus                            | |
| 1965 | Doctor Zhivago                          | Dr. Zhivago (Yuri)                 | Golden Globe Award for Best Actor – Motion Picture Drama |
| 1965 | The Yellow Rolls-Royce                  | Davich                             | |
| 1965 | Fabuloasa aventură a lui Marco Polo     | Șeic Alla Hou, „Vântul deșertului” | |
| 1965 | Genghis Khan                            | Genghis Khan                       | |
| 1967 | The Night of the Generals               | Maior Grau                         | |
| 1967 | More Than A Miracle                     | Prinț Rodrigo Fernandez            | |
| 1968 | Funny Girl                              | Nick Arnstein                      | |
| 1968 | Mayerling                               | Archduke Rudolf                    | |
| 1969 | Che!                                    | Che Guevara                        | |
| 1969 | The Appointment                         | Frenderico Fendi                   | |
| 1969 | Mackenna's Gold                         | Colorado                           | |
| 1970 | The Last Valley                         | Vogel                              | |
| 1971 | The Horsemen                            | Uraz                               | |
| 1971 | The Burglars                            | Abel Zacharia                      | |
| 1973 | The Mysterious Island                   | Căpitanul Nemo                     | Miniserial TV; cunoscut și ca L'Ile Mysterieuse |
| 1974 | Juggernaut                              | Căpitanul Axel Brunel              | |
| 1974 | The Tamarind Seed                       | Feodor Sverdlov                    | |
| 1975 | Ace Up My Sleeve                        | Andre Ferren                       | Cunoscut și ca Crime and Passion |
| 1975 | Funny Lady                              | Nicky Arnstein                     | |
| 1976 | The Pink Panther Strikes Again          | Asasin egiptean                    | Cameo nemenționat |
| 1979 | Ashanti: Land of No Mercy               | Prince hassan                      | |
| 1979 | Bloodline                               | Ivo Palazzi                        | |
| 1979 | S-H-E                                   | Baron Cesare Magnasco              | S-H-E: Security Hazards Expert |
| 1980 | Oh Heavenly Dog                         | Bart                               | |
| 1980 | The Baltimore Bullet                    | Diaconul                           | |
| 1980 | Pleasure Palace                         | Louis Lefevre                      | Film TV |
| 1981 | Green Ice                               | Meno Argenti                       | |
| 1981 | Inchon                                  | Ofițer indian                      | Cameo nemenționat |
| 1984 | Top Secret!                             | Agent Cedric                       | |
| 1986 | Peter the Great                         | Prinț Feodor Romodanovsky          | Serial TV |
| 1986 | Harem                                   | Sultan Hassan                      | Miniserial TV |
| 1986 | Anastasia: The Mystery of Anna          | Țarul Nicolae al II-lea al Rusiei  | Serial TV |
| 1987 | The Novice                              |                                    | |
| 1988 | The Possessed                           | Stepan                             | Les Possédés |
| 1989 | Al-aragoz                               | Mohamed Gad El Kareem              | The Puppeteer |
| 1990 | The Opium Connection                    |                                    | |
| 1990 | The Rainbow Thief                       | Dima                               | |
| 1991 | Memories of Midnight                    | Constantin Demiris                 | Film TV |
| 1991 | Mowaten masri                           |                                    | An Egyptian Citizen |
| 1992 | Beyond Justice                          | Emirul Beni-Zair                   | |
| 1992 | Grand Larceny                           |                                    | |
| 1992 | Mayrig                                  | Hagop                              | |
| 1992 | Mrs. 'Arris Goes to Paris               | Marquis Hippolite                  | Film TV |
| 1992 | 588 rue paradis                         | Hagop                              | Mother |
| 1993 | Dehk we le'b we gad we hob              |                                    | Laughter, Games, Seriousness and Love |
| 1994 | Lie Down With Lions                     | Safar Khan                         | Film TV ; Red Eagle |
| 1995 | Catherine the Great                     | Razumovsky                         | Film TV |
| 1996 | Gulliver's Travels                      | Vrăjitorul                         | Film TV |
| 1997 | Heaven Before I Die                     | Khalil Gibran                      | |
| 1998 | Mysteries of Egypt                      | Bunicul                            | Documentar |
| 1999 | The 13th Warrior                        | Melchisideck                       | |
| 2001 | The Parole Officer                      | Victor                             | |
| 2003 | Monsieur Ibrahim et les fleurs du Coran | Monsieur Ibrahim                   | César Award for Best Actor |
| 2004 | Hidalgo                                 | Sheikh Riyadh                      | |
| 2005 | Imperium: Saint Peter                   | Sfântul Petru                      | Film TV |
| 2005 | Fuoco su di me                          | Principe Nicola                    | Fire at my Heart |
| 2005 | Shaka Zulu: The Last Great Warrior      |                                    | |
| 2006 | One Night with the King                 | Prinț Memucan                      | |
| 2006 | The Crown Prince                        | Hans Canon                         | Film TV; Kronprinz Rudolf |
| 2007 | Hanan W Haneen                          |                                    | Serial TV |
| 2007 | The Ten Commandments                    | Jethro                             | Serial TV |
| 2008 | The Last Templar                        | Konstantine                        | Serial TV |
| 2008 | Hassan & Marcus                         | Hassan/Morcus                      | Hassan wa Morcus |
| 2008 | 10,000 BC                               | Narator                            | Doar ca voce |
| 2009 | The Traveller                           |                                    | |
| 2009 | J'ai oublié de te dire                  | Jaume                              | I forgot to Tell You |
| 2009 | La Traversée du désir                   |                                    | |
| 2013 | Rock the Casbah                         |                                    | |

## Vezi și
- Listă de actori egipteni